# Bitva o Cable Street

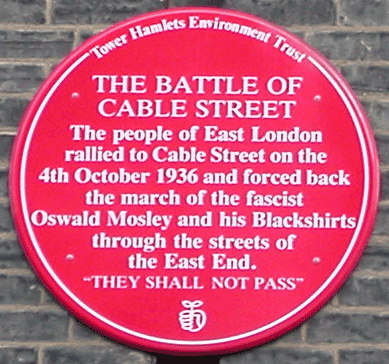
Červená pamětní deska v ulici Dock Street

Bitva o Cable Street (anglicky Battle of Cable Street) byla střetem mezi Metropolitní policií, dohlížející na legální pochod pořádaný Britskou fašistickou unií v čele s Oswaldem Mosleym, a antifašisty, včetně místních židovských, socialistických, anarchistických, irských a komunistických skupin. Incident se odehrál v neděli 4. října 1936 v ulici Cable Street ve čtvrti East End v Londýně. Mosley plánoval poslat tisíce pochodujících oděných v uniformách stylizovaných podle Černých košil přes čtvrť East End, kde se nacházela poměrně velká židovská populace.

## Okolnosti
Sbor zástupců britských Židů odsoudil pochod jako antisemitský a vyzval Židy, aby se nezdržovali poblíž trasy pochodu.
Přes velkou pravděpodobnost možného násilí odmítla vláda pochod zakázat a za pomoci značného nasazení policie byla poskytnuta pochodu ochrana, ve snaze zabránit protestujícím antifašistům jeho narušení.

## Průběh
Pochodu se zúčastnilo zhruba 5000 Mosleyho přívrženců. Pochodu se však postavilo několik desítek tisíc lidí (odhady se značně různí, zřejmě šlo o 60 až 200 000 lidí) z různých etnických skupin. Antifašisté bránili postupu pochodu také pomocí zátarasů. Ačkoli se policisté pokoušeli uvolnit cestu a umožnit uskutečnění pochodu, po sérii jejich střetů s antifašistickými demonstranty se pochod neuskutečnil. I přes probíhající střety mezi policisty a antifašisty byli fašisté zahnáni antifašisty směrem k Hyde Parku.

## Důsledky
Bitva o Cable Street byla hlavním faktorem vedoucím k přijetí zákona Public Order Act 1936, který vyžadoval souhlas policie pro politické pochody a zakazoval nošení politických uniforem na veřejnosti.